# Setina clara
Setina clara är en fjärilsart som beskrevs av Daniel 1953. Setina clara ingår i släktet Setina och familjen björnspinnare. Inga underarter finns listade i Catalogue of Life.